# Tiên An
Tiên An is een xã in het district Tiên Phước, een van de districten in de Vietnamese provincie Quảng Nam. Tiên An heeft ruim 3900 inwoners op een oppervlakte van 25,1 km².

## Geografie en topografie
Tiên An ligt in het zuiden van de huyện Tiên Phước. In het zuiden grenst Tiên An aan Bắc Trà My. De aangrenzende xã's in Bắc Trà My zijn Trà Đông en Trà Dương. De aangrenzende xã's in Tiên Phước zijn Tiên Hiệp, Tiên Cảnh, Tiên Lộc en Tiên Lập.